# Djesse Vol. 4
 (novembre 2023).
Le contenu est difficilement compréhensible vu les erreurs de traduction, qui sont peut-être dues à l'utilisation d'un logiciel de traduction automatique.
 (novembre 2023).
La mise en forme du texte ne suit pas les recommandations de Wikipédia : il faut le « wikifier ».
Les points d'amélioration suivants sont les cas les plus fréquents. Le détail des points à revoir est peut-être précisé sur la page de discussion.
- Les titres sont pré-formatés par le logiciel. Ils ne sont ni en capitales, ni en gras.
- Le texte ne doit pas être écrit en capitales (les noms de famille non plus), ni en gras, ni en italique, ni en « petit »…
- Le gras n'est utilisé que pour surligner le titre de l'article dans l'introduction, une seule fois.
- L'italique est rarement utilisé : mots en langue étrangère, titres d'œuvres, noms de bateaux, etc.
- Les citations ne sont pas en italique mais en corps de texte normal. Elles sont entourées par des guillemets français : « et ».
- Les listes à puces sont à éviter, des paragraphes rédigés étant largement préférés. Les tableaux sont à réserver à la présentation de données structurées (résultats, etc.).
- Les appels de note de bas de page (petits chiffres en exposant, introduits par l'outil «  Source ») sont à placer entre la fin de phrase et le point final[comme ça].
- Les liens internes (vers d'autres articles de Wikipédia) sont à choisir avec parcimonie. Créez des liens vers des articles approfondissant le sujet. Les termes génériques sans rapport avec le sujet sont à éviter, ainsi que les répétitions de liens vers un même terme.
- Les liens externes sont à placer uniquement dans une section « Liens externes », à la fin de l'article. Ces liens sont à choisir avec parcimonie suivant les règles définies. Si un lien sert de source à l'article, son insertion dans le texte est à faire par les notes de bas de page.
- La présentation des références doit suivre les conventions bibliographiques. Il est recommandé d'utiliser les modèles {{Ouvrage}}, {{Chapitre}}, {{Article}}, {{Lien web}} et/ou {{Bibliographie}}. Le mode d'édition visuel peut mettre en forme automatiquement les références.
- Insérer une infobox (cadre d'informations à droite) n'est pas obligatoire pour parachever la mise en page.

Pour une aide détaillée, merci de consulter Aide:Wikification.
Si vous pensez que ces points ont été résolus, vous pouvez retirer ce bandeau et améliorer la mise en forme d'un autre article.
Djesse Vol. 4 est le quatrième album de la série Djesse et cinquième album studio du musicien anglais Jacob Collier, dont la sortie est prévue le 29 février 2024. Cet album sera le dernier volet de la série Djesse, débutée en 2018 avec Djesse Vol. 1.
Le 20 septembre 2023, Jacob Collier publie des extraits de chacun des morceaux de l'album dans une vidéo sur sa chaîne YouTube.

## Singles
"Never Gonna Be Alone", avec Lizzy McAlpine et John Mayer est sorti le 10 juin 2022. La chanson a été nommée en 2022 pour le Grammy Award du meilleur arrangement, instrument et chant . Le single s'est révélé plus tard être présenté sur Djesse Vol. 4. Un extrait est présent dans la vidéo d'annonce de l'album.
Le deuxième single, "WELLLL", est sorti le 14 juillet 2023. Un clip vidéo mettant en scène Jacob Collier jouant d'une guitare électrique à cinq cordes Strandberg personnalisée est sorti le même jour.
Le troisième single, "Little Blue", avec Brandi Carlile, sort avec son clip le 21 septembre 2023.
Le quatrième single, "Wherever I Go", met en vedette Lawrence et Michael McDonald et est sorti le 27 octobre 2023.
Le cinquième single "Witness Me" devrait sortir le 21 novembre avec Shawn Mendes, Stormzy et Kirk Franklin.

## Tournée
Jacob Collier a annoncé une tournée nord-américaine pour promouvoir l'album, qui sera jouée d'avril à juin 2024.